# Bentley's Miscellany
Bentley's Miscellany var en litteraturtidskrift som grundades av Richard Bentley och gavs ut i England mellan 1836 och 1868. Bentley var redan en framgångsrik förläggare av romaner när han började arbeta med tidskriften 1836. Han bjöd in Charles Dickens att bli den förste redaktören och han publicerade Oliver Twist som en följetong i Bentley's Miscellany. Dock blev Bentley  och Dickens osams över vem som skulle bestämma över vad som skulle publiceras i tidskriften och Dickens lämnade Bentley's Miscellany efter två år på posten. Redaktör blev nu istället William Harrison Ainsworth, som senare även köpte upp tidskriften från Bentley. 1868 sålde dock Ainsworth tillbaka den till Bentley, som slog ihop Bentley's Miscellany med Temple Bar Magazine.
Förutom Dickens och Ainsworth publicerades flera andra författare i tidskriften, däribland Edgar Allan Poe, Wilkie Collins, Catharine Sedgwick, Richard Brinsley Peake, Thomas Moore, Thomas Love Peacock, William Mudford, Ellen Wood, Charles Robert Forrester, Frances Minto Elliot och Isabella Frances Romer. Det var även i Bentley's Miscellany som John Leech började sin karriär som satiriker innan han började arbeta för den mer kända tidskriften Punch.

## Utgåvor av tidskriften

### Volymer I-X
- Volym I, digital kopia via Google Böcker
- Volym II, digital kopia via Google Böcker
- Volym V, digital kopia via Google Böcker
- Volym VIII, digital kopia via Google Böcker
- Volym IX, digital kopia via Google Böcker

### Volymer XI-XX
- Volym XVI, digital kopia via Google Böcker

### Volymer XXI-XXX
- Volym XXII, digital kopia via Google Böcker

### Volymer XXXI-XL
- Volym XXXI, digital kopia via Google Böcker

### Volymer  XLI-L
- Volym XLIV, digital kopia via Google Böcker
- Volym XLV, digital kopia via Google Böcker
- Volym XLVII, digital kopia via Google Böcker

### Volymer LI-LX
- Volym LI, digital kopia via Google Böcker
- Volym LIX, digital kopia via Google Böcker